# TED Notepad
TED Notepad es un editor de texto gratuito para programadores.
El autor principal de TED Notepad es Juraj Simlovic. El editor TED Notepad se ha estado implementando desde 2001.
TED Notepad es un editor de texto, muy similar al clásico Bloc de Notas en aspecto, pero con toda una amplísima variedad de funciones y herramientas con las que se convierte en una opción muy interesante para reemplazar al editor estándar de Windows.
Incluye todo cuanto necesitas para crear, procesar y editar ficheros de texto de forma rápida y sencilla, con soporte para archivos de cualquier tamaño. Muchas de sus funciones se pueden controlar mediante combinaciones de teclas (más rápido y cómodo) y como además cabe en un disquete o dispositivo USB y no requiere instalación, te lo puedes llevar donde quieras.
Incluye funciones como completado automático de palabras, estadísticas de texto, varios Portapapeles a tu disposición, menú de Favoritos y de archivos recientes y mucho más.
Para utilizar TED Notepad necesitas:
Sistema operativo: Win95/98/98SE/Me 